# Hans Christian Hage
Hans Christian Hage es un deportista danés que compitió en vela en la clase Europe. Ganó una medalla de oro en el Campeonato Europeo de Europe de 2000.

## Palmarés internacional
| Campeonato Europeo | Campeonato Europeo | Campeonato Europeo | Campeonato Europeo |
| Año                | Lugar              | Medalla            | Clase              |
| ------------------ | ------------------ | ------------------ | ------------------ |
| 2000               | Murcia (España)    | Medalla de oro     | Europe             |